# Estádio Jornalista Felipe Drummond
Das Estádio Jornalista Felipe Drummond; auch bekannt als Ginásio Mineirinho, Mineirinho oder Mineirinho Arena ist eine Mehrzweckhalle im Stadtteil Pampulha der brasilianischen Stadt Belo Horizonte, Bundesstaat Minas Gerais. Mit 25.000 Plätzen ist es die größte Veranstaltungshalle des Landes.
Der Bau der Halle wurde 1973 begonnen und 1980 fertiggestellt und eröffnet. Es befindet sich direkt nördlich des Estádio Governador Magalhães Pinto am Pampulha-See und war das Hauptquartier des FIFA-Konföderationen-Pokals 2013 und 2014 der Fußball-Weltmeisterschaft. Die Anlage wird für Sportarten wie Basketball, Volleyball, Fußball, Mixed Martial Arts oder Futsal genutzt. Als weitere Veranstaltungen fanden die Volleyball-Weltmeisterschaft der Frauen 1994 und die Volleyball-Klub-Weltmeisterschaft der Männer 2014 im Ginásio Mineirinho statt.
Neben dem Sport werden auch Konzerte, Shows und Großveranstaltungen im Mineirinho ausgetragen. Deep Purple, Barry White, Guns N’ Roses, Iron Maiden, Rihanna, Sepultura, Eric Clapton und die Scorpions traten in der Arena von Belo Horizonte auf.

## Galerie

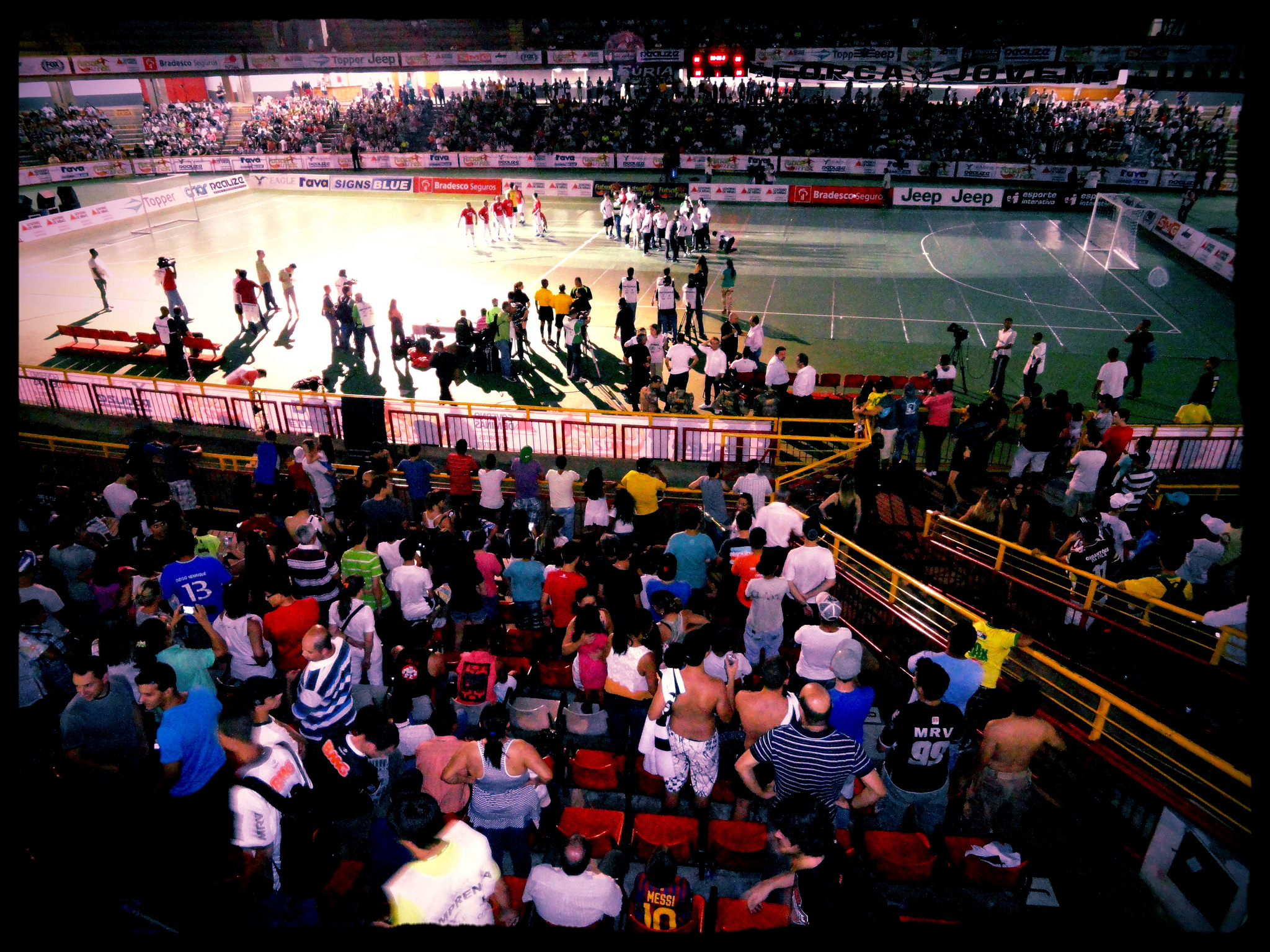
Futsal im Mineirinho
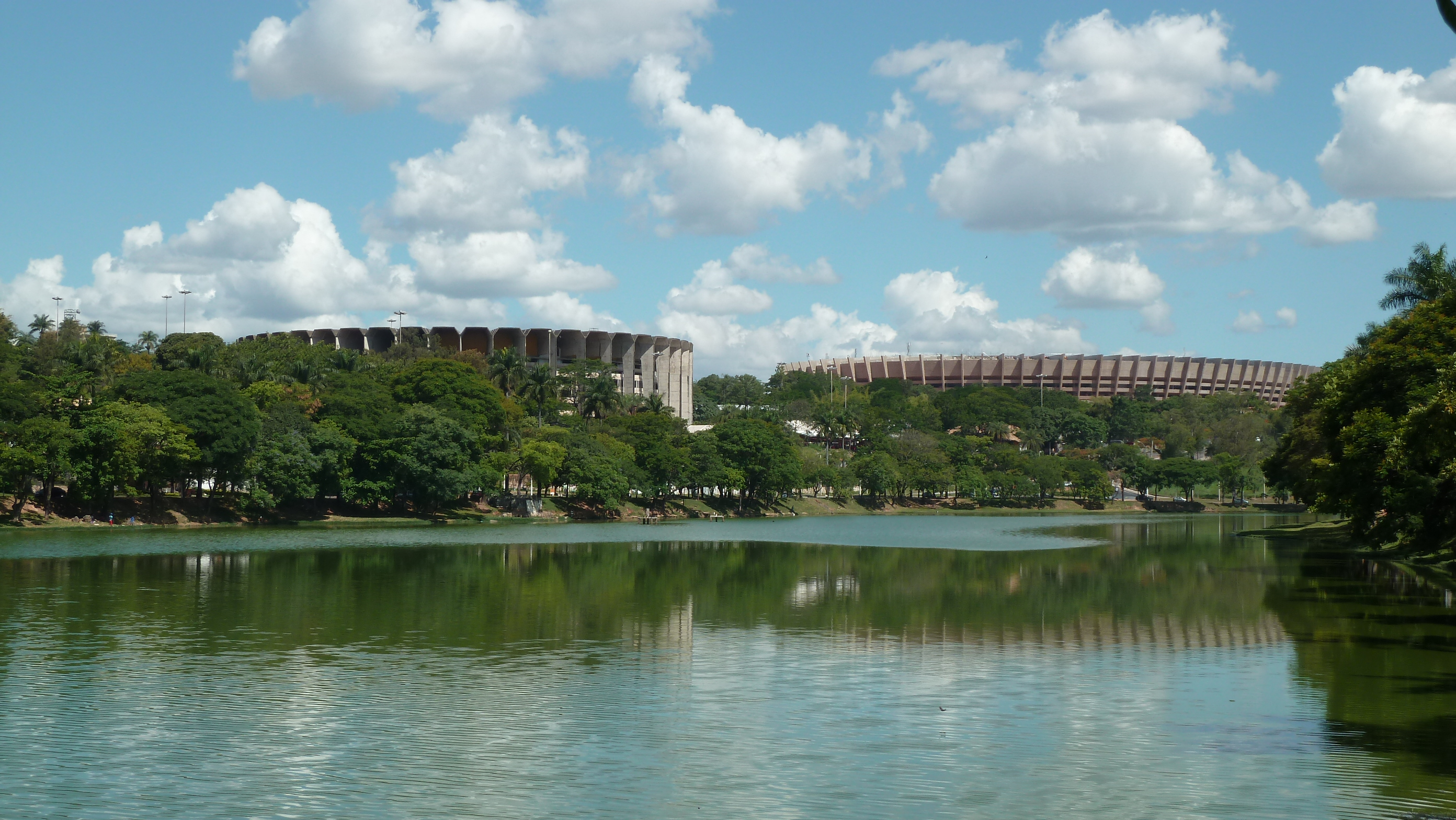
Die Mineirinho (links) und das für die Fußball-WM 2014 im Umbau befindliche Estádio Governador Magalhães Pinto (November 2011)